# Historia constitucional de Ecuador

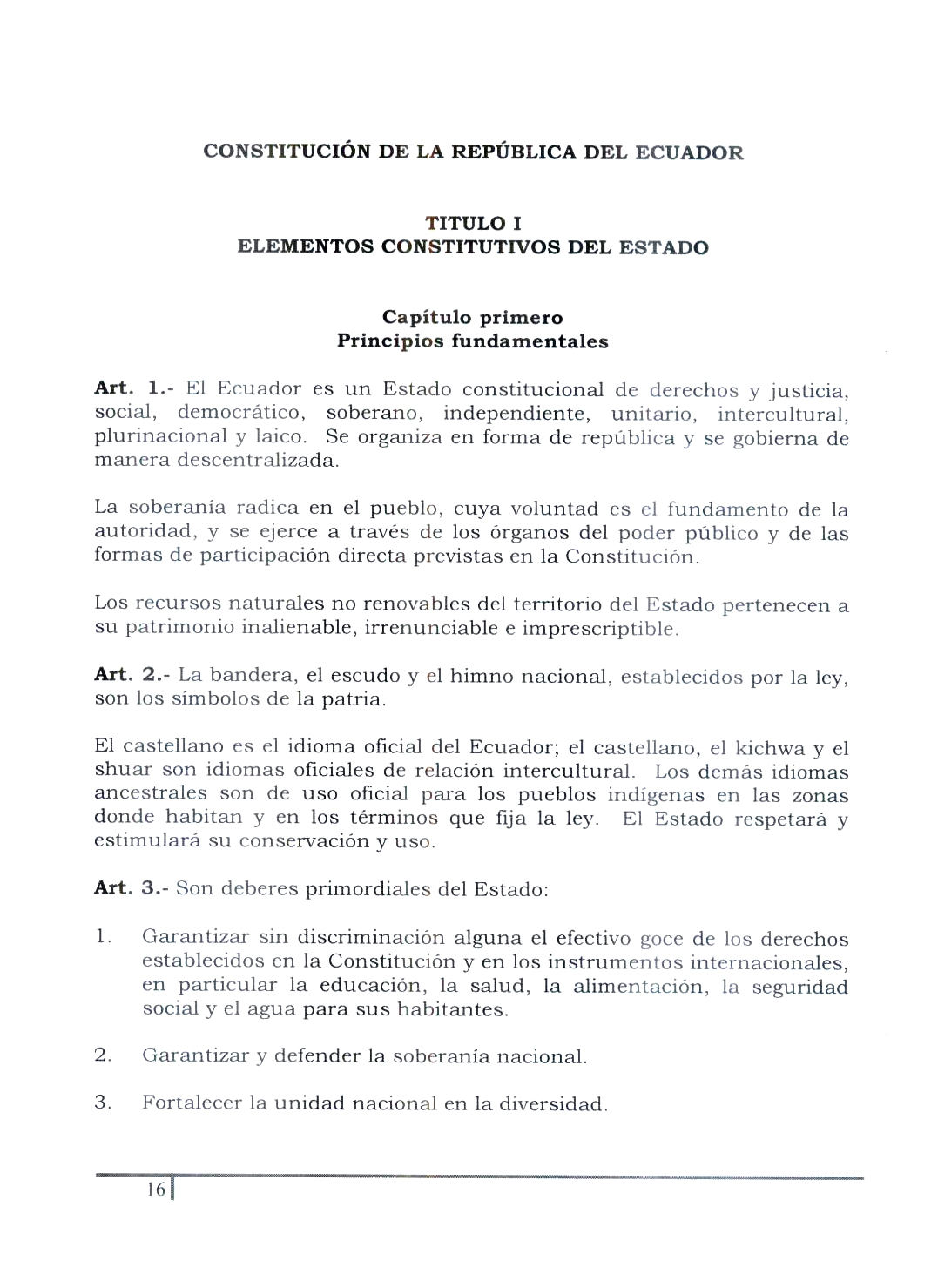
Primera página del contenido de la Constitución de Ecuador de 2008.

La historia del constitucionalismo ecuatoriano se remonta a la época de colonización española en América, en los orígenes de la actual República del Ecuador; sin embargo, es a partir de 1830, en que se redacta la i constitución ecuatoriana. La actual constitución en vigencia fue promulgada en 2008, siendo la vigésima primera en regir el ordenamiento  jurídico del país.  
Entre las principales cartas magnas se encuentran la de 1830 por ser la primera; la de 1843 también denominada como Carta de la Esclavitud; la de 1869 también denominada como Carta Negra; la de 1906 también denominada como la constitución atea; la de 1979 que fue la primera desde el retorno a la democracia; y, la de 1998, anterior a la actualmente vigente.
Las constituciones ecuatorianas han estructurado el poder a manera de república, en la mayoría de las veces como democráticas, salvo excepciones; y, en cuanto a la separación de poderes, han dividido al Estado en los tradicionales poderes ejecutivo, legislativo y judicial, los mismos que pasaron a denominarse funciones y que, a partir de 2008, pasaron a ser cinco tras el aumento de las funciones electoral y de transparencia y control social. 
Actualmente la función ejecutiva está conformada por el Presidente de la República, el Vicepresidente, los ministerios, secretarías y demás dependencias. La función legislativa está conformada únicamente por la Asamblea Nacional. La función judicial es administrada por el Consejo de la Judicatura, y tiene como órganos jurisdiccionales a la Corte Nacional de Justicia, las cortes provinciales y juzgados de primera instancia; como órganos autónomos a la Fiscalía General del Estado y la Defensoría Pública, y otros órganos auxiliares. La función electoral está compuesta por el Consejo Nacional Electoral y el Tribunal Contencioso Electoral. La función de transparencia y control social está integrada por el Consejo de Participación Ciudadana y Control Social, y otras instituciones públicas de control. Fuera de las anteriores funciones, se encuentra la Corte Constitucional como órgano autónomo e independiente de control e interpretación constitucional y único con jurisdicción constitucional.

## Constituciones antes de la Independencia
|     | Año  | Constituyente                                                   | Vigencia | Nombre oficial                                                                          | Texto   |
| --- | ---- | --------------------------------------------------------------- | --- | --------------------------------------------------------------------------------------- | ------- |
| i   | 1812 | Congreso Constituyente del Estado de Quito                      | 15 de febrero de 1812—1 de diciembre de 1812 (9 meses y 15 días)                                                                     | Pacto solemne de sociedad y unión entre las Provincias que conforman el Estado de Quito | [texto] |
| II  | 1812 | Cortes de Cádiz                                                 | 19 de marzo de 1812 - 4 de mayo de 1814 (2 años, 1 mes, 16 días) 9 de marzo de 1820 - 24 de mayo de 1822 (2 años, 2 meses y 16 días) | Constitución Política de la Monarquía Española                                          | [texto] |
| III | 1820 | Colegio Electoral o Congreso de la Provincia Libre de Guayaquil | 10 de noviembre de 1820-31 de julio de 1822 (1 año, 8 meses y 21 días)                                                               | Reglamento Provisorio de Gobierno de la Provincia Libre de Guayaquil                    | [texto] |
| IV  | 1820 | Consejo de la Sanción se fundó el 12 de septiembre del 1830     | 15 de noviembre de 1820 - 20 de diciembre de 1820 (1 mes y 6 días)                                                                   | Plan de Gobierno de Cuenca                                                              | [texto] |
| V   | 1821 | Congreso Constituyente de 1821                                  | 30 de agosto de 1821-21 de noviembre de 1831 (10 años, 2 meses y 22 días)                                                            | Constitución de la República de Colombia                                                | [texto] |

## Constituciones del Ecuador
|       | Año  | Constituyente                                | Vigencia                                                                   | Nombre oficial                                    | Texto |
| ----- | ---- | -------------------------------------------- | -------------------------------------------------------------------------- | ------------------------------------------------- | ----- |
| i     | 1830 | Congreso Constituyente, Riobamba             | 23 de septiembre de 1830—13 de agosto de 1835 (4 años, 10 meses y 20 días) | Constitución del Estado del Ecuador               |       |
| ii    | 1835 | Convención de Ambato                         | 13 de agosto de 1835—31 de marzo de 1843 (7 años, 7 meses y 18 días)       | Constitución de la República del Ecuador          |       |
| iii   | 1843 | Convención Nacional, Quito                   | 31 de marzo de 1843—3 de diciembre de 1845 (2 años, 8 meses y 3 días)      | Constitución Política de la República del Ecuador |       |
| iv    | 1845 | Convención, Cuenca                           | 3 de diciembre de 1845—25 de febrero de 1851 (5 años, 2 meses y 22 días)   | Constitución de la República del Ecuador          |       |
| v     | 1851 | Convención, Quito                            | 25 de febrero de 1851—6 de septiembre de 1852 (1 año, 6 meses y 9 días)    | Constitución Política de la República del Ecuador |       |
| vi    | 1852 | Asamblea Constituyente, Quito                | 6 de septiembre de 1852—10 de abril de 1861 (8 años, 7 meses y 4 días)     | Constitución de la República del Ecuador          |       |
| vii   | 1861 | Convención Nacional, Quito                   | 10 de abril de 1861—11 de agosto de 1869 (8 años, 4 meses y 1 día)         | Constitución de la República del Ecuador          |       |
| viii  | 1869 | Convención Nacional, Quito                   | 11 de agosto de 1869-6 de abril de 1878 (8 años, 7 meses y 26 días)        | Constitución del Ecuador                          |       |
| ix    | 1878 | Asamblea Nacional, Quito                     | 6 de abril de 1878-13 de febrero de 1884 (5 años, 10 meses y 7 días)       | Constitución Política de la República del Ecuador |       |
| x     | 1884 | Asamblea Nacional, Quito                     | 13 de febrero de 1884-14 de enero de 1897 (12 años, 11 meses y 1 día)      | Constitución Política de la República del Ecuador |       |
| xi    | 1897 | Asamblea Nacional, Quito                     | 14 de enero de 1897-23 de diciembre de 1906 (9 años, 11 meses y 9 días)    | Constitución Política de la República del Ecuador |       |
| xii   | 1906 | Asamblea Nacional, Quito                     | 23 de diciembre de 1906-26 de marzo de 1929 (22 años, 3 meses y 3 días)    | Constitución Política de la República del Ecuador |       |
| xii   | 1906 | Asamblea Nacional, Quito                     | 2 de febrero de 1939 - 6 de marzo de 1945 (6 años, 4 días)                 | Constitución Política de la República del Ecuador |       |
| xii   | 1906 | Asamblea Nacional, Quito                     | 24 de agosto de 1947 - 2 de septiembre de 1947 (9 días)                    | Constitución Política de la República del Ecuador |       |
| xiii  | 1929 | Asamblea Nacional, Quito                     | 26 de marzo de 1929- 2 de diciembre de 1938 (9 años, 9 meses, 6 días)      | Constitución Política de la República del Ecuador |       |
| XIV   | 1938 | Asamblea Nacional, Quito                     | 2 de diciembre de 1938 - 2 de febrero de 1939 (2 meses)                    | Constitución Política de la República del Ecuador |       |
| XV    | 1945 | Asamblea Nacional Constituyente, Quito       | 6 de marzo de 1945-31 de diciembre de 1946 (1 año, 9 meses y 25 días)      | Constitución Política de la República del Ecuador |       |
| XV    | 1945 | Asamblea Nacional Constituyente, Quito       | 15 de febrero de 1972-10 de agosto de 1979 (7 años, 5 meses y 24 días)     | Constitución Política de la República del Ecuador |       |
| XVI   | 1946 | Asamblea Nacional, Quito                     | 31 de diciembre de 1946-25 de mayo de 1967 (20 años, 4 meses y 25 días)    | Constitución Política de la República del Ecuador |       |
| XVII  | 1967 | Asamblea Nacional Constituyente, Quito       | 25 de mayo de 1967-15 de febrero de 1972 (4 años, 8 meses y 21 días)       | Constitución del Ecuador                          |       |
| XVIII | 1979 | 1.° Comisión de Reestructuración, Quito      | 10 de agosto de 1979-11 de agosto de 1998 (19 años y 1 día)                | Constitución del Ecuador                          |       |
| XIX   | 1998 | Asamblea Nacional Constituyente, Riobamba    | 11 de agosto de 1998-20 de octubre de 2008 (10 años, 2 meses y 9 días)     | Constitución del Ecuador                          |       |
| XX    | 2008 | Asamblea Nacional Constituyente, Montecristi | 28 de septiembre de 2008 - Actualidad (16 años, 4 meses y 29 días)         | Constitución de la República del Ecuador          |       |

## La religión en el constitucionalismo
La religión católica ha sido tema fundamental a través de las varias constituciones que han sido promulgadas. Todas las constituciones promulgadas antes de la independencia del Ecuador en 1830 reconocieron a la religión católica como la única del Estado.  
Una vez que el Ecuador se declaró como país independiente en 1830, las constituciones aprobadas desde entonces hasta la de 1897, se dedicaba el preámbulo invocando a Dios y un artículo exclusivo para declarar a la religión católica como la única oficial del Estado, la cual debía ser defendida por el gobierno y prohibida cualquier otra religión y dogma contrario a la Iglesia Católica de Roma. Se debe advertir que la Constitución de 1906 no fue la primera en prescindir del nombre de Dios en su preámbulo (aunque en futuras constituciones se la volvió a implantar), pues por ejemplo la Constitución de 1843 y la de 1878 ya la habían eliminado, pero lo novedoso de la constitución liberal es que por primera vez el artículo que declaraba la religión católica como la única válida en el Ecuador era derogada por favorecerse así a la libertad de cultos que sobrevino con la separación de la Iglesia y del Estado.
Con la Constitución de 1869, cuyo autor fue Gabriel García Moreno, se exigió que para ser ciudadano se requería ser católico. Para lograr comprender este nuevo requerimiento se lo debe mirar desde la perspectiva del proyecto de consolidación nacional trazado por el garcianismo, el cual requería del influjo de la Iglesia para establecer las bases progresistas que su mentor deseaba para un país caracterizado por una tradición cristiana que se arraigaba desde la época colonial. Además, la población del Ecuador de aquel entonces se declaraba en su mayoría católica por lo que en realidad no se excluía a nadie de la ciudadanía.
La Constitución de 2008 en su preámbulo invoca el nombre de Dios y reconoce las diversas formas de religiosidad y espiritualidad.

## La pena de muerte en el constitucionalismo
La Constitución de Cádiz excluyó la pena de muerte al no explicitarla en el código político. Tampoco el Pacto solemne hizo mención explícita de la misma. La Constitución de 1851 la abolió explícitamente para delitos políticos. Se debió esperar a la Constitución de 1883 para que se elimine la pena capital para crímenes comunes con excepción de los delitos de asesinato y parricidio. La Constitución de 1897 se encargó de abolir definitivamente la pena de muerte para cualquier clase de delito, siendo este precepto ratificado por las siguientes constituciones. Caso especial tenemos con García Moreno que la reimplantó en 1869.
El hecho de que la Constitución prohibiese explícitamente la pena de muerte no ha impedido que el gobernante la contravenga. Así tenemos por ejemplo el caso del presidente Eloy Alfaro que infringió su propia Constitución al aplicar el fusilamiento.

## Asambleas, convenciones y comisiones constituyentes
Desde la separación de la Gran Colombia en el año de 1830, la República del Ecuador ha tenido 20 textos constitucionales a lo largo de su historia. Tal cantidad puede interpretarse como un síntoma de inestabilidad debido a una historia demasiado convulsionada para un país relativamente pequeño.
z
Tras varios años de crisis política, el gobierno de Rafael Correa, electo tras la finalización del gobierno de Alfredo Palacio en 2007, se propuso dar una nueva Carta Magna al país con el objetivo de dar estabilidad y desarrollo social, que tras su aprobación en 2008 constituye el último episodio del constitucionalismo en este país andino.
| Año         | Lugar donde se ha reunido la Constituyente | Detalles |
| ----------- | ------------------------------------------ | --- |
| 1830        | Riobamba                                   | Se reúne el 14 de agosto, la preside José Fernández Salvador. Tuvo como objetivo la creación de la República del Ecuador, y nombró a Juan José Flores como presidente provisional. Redacta la primera Constitución y elige al General Juan José Flores, primigenio Presidente Constitucional. Se declara a la religión católica como la única de la República. |
| 1835        | Ambato                                     | Presidida por José Joaquín de Olmedo, redactó la segunda Constitución, eligiendo al Dr. Vicente Rocafuerte como presidente de la República. |
| 1843        | Quito                                      | La preside Francisco Marcos, elaborando la tercera Constitución llamada Carta de la Esclavitud y eligió a Juan José Flores como presidente. Disponía que el Congreso se reúna solo cada cuatro años. La duración del mandato presidencial y de la Cámara de Diputados era de ocho años. Los Senadores eran elegidos para periodo de 12 años. |
| 1845        | Cuenca                                     | Es presidida por Pablo Merino, redacta la cuarta Constitución que legitimaba la Revolución Marcista que derrocó a Flores e instauró un Triunvirato Provisional, liderado por Vicente Ramón Roca. |
| 1850 - 1851 | Quito                                      | El presidente Ramón de la Barrera, elaboró la quinta Constitución y eligió a Diego Noboa como Presidente Constitucional. Se eliminó la pena de muerte por delitos políticos. |
| 1852        | Guayaquil                                  | Es presidida por Pedro Moncayo, redactando la sexta Constitución y se designó como presidente al General José María Urbina. |
| 1861        | Quito                                      | La presidió el General Juan José Flores. Se redactó la séptima Constitución y se designó como presidente a Gabriel García Moreno. Se estableció el sufragio directo y universal y se amplió el derecho de ciudadanía. |
| 1869        | Quito                                      | Fue presidida por Rafael Carvajal. Se redactó la octava Constitución, llamada la Carta Negra por la oposición, y permitió la segunda presidencia de Gabriel García Moreno. Para ser ciudadano se exigía ser católico. La Constitución es aprobada por primera vez en consulta popular. |
| 1878        | Ambato                                     | Es presidida por el General José María Urbina, redactó la novena Constitución y nombramiento del General Ignacio de Veintemilla como presidente, después del derrocamiento de Antonio Borrero. |
| 1884        | Quito                                      | El presidente Francisco J. Salazar, redacta la décima Constitución y nombra como presidente a José María Plácido Caamaño, luego de la dictadura de Ignacio Ventimilla. Se eliminó la pena de muerte para delitos comunes. |
| 1896 - 1897 | Quito                                      | Undécima Constitución. Primera Constitución Liberal, tras la revolución del 5 de junio y eligió presidente al general Eloy Alfaro. Se eliminó la pena de muerte para delitos de asesinato y parricidio y estableció la libertad de culto |
| 1906        | Quito                                      | Duodécima Constitución. Segunda constitución Liberal y eligió presidente al general Eloy Alfaro. La Constitución, llamada "atea" por los opositores, separó la iglesia del Estado y eliminó el artículo que declaraba a la religión católica como la oficial del Estado. Fue restituida en 1938 por Aurelio Mosquera Narváez hasta 1945, año en que fue reemplazada. |
| 1928 - 1929 | Quito                                      | Décima tercera Constitución. Nueva Constitución y elección para la presidencia de Isidro Ayora. Incluye los logros de la Revolución Juliana de 1925 y garantiza el sufragio femenino. |
| 1937        | Quito                                      | Convocada por el dictador Federico Páez, fue disuelta cuando este fue derrocado en el golpe de Estado dirigido por el general Alberto Enríquez Gallo. |
| 1938        | Quito                                      | Décima cuarta Constitución. Convocada por Alberto Enríquez, la Asamblea Constituyente promulgó la nueva Constitución y eligió como presidente a Aurelio Mosquera Narváez. Sin embargo solo estuvo en vigencia por 2 meses pues fue derogada por Narváez. |
| 1944        | Quito                                      | Décima quinta Constitución. Asamblea Constituyente producto de la Revolución del 28 de mayo de 1944, llamada "La Gloriosa", que derrocó al presidente Carlos Arroyo del Río. Designa como presidente al Dr. José María Velasco Ibarra, quien a los pocos meses la desconoció, llamándola "Constitución Roja" y convocó a una nueva constituyente. Contó con 64 representantes provinciales y 34 funcionales, entre ellos, un representante por los indígenas por primera vez en la historia. |
| 1945        | Quito                                      | Décima sexta Constitución. Nombra presidente a José María Velasco Ibarra, quien dio un golpe de Estado para desconocer la de 1944. Se mantuvo vigente hasta 1979, cuando fue reemplazada por la aprobada en referéndum. |
| 1967        | Quito                                      | Décima séptima Constitución. Convocada por Clemente Yerovi. Elabora la Carta Magna y elige presidente a Otto Arosemena Gómez. |
| 1978 - 1979 | Quito                                      | Décima octava Constitución. Comisiones de Reestructuración Política del Estado, Convocadas por Gobierno Militar. Elabora la Carta Magna y reforma la Constitución de 1945 y resulta en la elección como Presidente de Jaime Roldós Aguilera. Fue aprobada mediante referéndum y permitió al Estado ecuatoriano el retorno al ejercicio democrático de poderes. |
| 1997 - 1998 | Ambato, Quito, Sangolquí y Riobamba        | Décima novena Constitución. Convocada por Fabián Alarcón. Se instaló como Asamblea Constituyente respaldada por una consulta popular y fue aprobada mediante la promulgación por el presidente inaugural de la Constitución de la República, Jamil Mahuad el 10 de agosto de 1998. |
| 2007 - 2008 | Montecristi                                | Vigésima Constitución. Convocada por Rafael Correa. Se instala la Asamblea Nacional Constituyente respaldada por una consulta popular y aprobada en referéndum en 2008. |